# デルヴィシュ・エロール
デルヴィシュ・エロール（トルコ語: Derviş Eroğlu、1938年3月7日 - ）は、北キプロス・トルコ共和国（KKTC）の政治家。国民統一党（NUP）の代表として同国首相を1985年から1994年、1996年から2004年、2009年から2010年の三度、また大統領を2010年から1期務めた。

## 経歴
ファマグスタ出身。トルコのイスタンブール大学で医学を学び、1976年に当時のキプロス連邦トルコ人共和国の議会議員になった。1976年から1977年まで教育・文化・青少年・スポーツ大臣を務め、1983年11月の憲法制定会議にも加わった。同年、国民統一党（NUP）代表に就任。1985年から1994年にかけ4期にわたり、また1996年からNUPが総選挙でメフメト・アリ・タラート率いる共和トルコ党に敗れる2004年まで首相を務めた。NUPを率いて臨んだ2009年4月18日の総選挙では、有効投票の44%を獲得して勝利し、任期5年の首相職を始めたが、大統領に選出された翌年4月18日に辞職した。再選を目指した2015年北キプロス大統領選挙の第1回目投票では統合積極派のムスタファ・アクンジュを抑え1位になったが、決選投票でアクンジュに逆転を許し落選。2015年4月30日に大統領を退任した。
結婚しており、子供が4人と孫が3人いる。